# ヴィーラ・ナラシンハ・ラーヤ
ヴィーラ・ナラシンハ・ラーヤ（テルグ語：వీరనరసింహ రాయలు, タミル語：வீரநரசிம்ம ராயன், Vira Narasimha Raya, 生年不詳 - 1509年）は、南インドのヴィジャヤナガル王国、トゥルヴァ朝の君主（在位：1505年 - 1509年）。トゥルヴァ朝の創始者である。ヴィーラ・ナラシンハ（Vira Narasimha）、ナラシンハ3世（Narasimha III）とも呼ばれる。

## 生涯
1503年、ヴィジャヤナガル王国の摂政であった父トゥルヴァ・ナラサー・ナーヤカが死亡し、その息子であるヴィーラ・ナラシンハ・ラーヤがその地位を継承した。
同年、ポルトガル勢力からフランシスコ会士ルイス・ド・サルヴァドールが使節として首都ヴィジャヤナガルに送られ、彼は当時宮廷を牛耳っていた「インマディ・ナラシンハ・ナーヤカ」からかなりの歓迎を受けたと記録している。ポルトガル側は彼を「摂政」と呼んでおり、これはヴィーラ・ナラシンハ・ラーヤだと考えられている。
1505年、ヴィーラ・ナラシンハ・ラーヤは主君インマディ・ナラシンハ・ラーヤを殺害し、サールヴァ朝は滅び、彼を祖とするトゥルヴァ朝が成立した。ビジャープル王国がこの混乱に乗じて侵入してきたが、アーラヴィードゥ家のラーマ・ラーヤによって撃退されたものの、ウンマトッゥール（マイソール）のガンガ・ラーヤが起こした反乱は鎮圧することができなかった。
また、この年にはポルトガルの副王フランシスコ・デ・アルメイダが着任している。彼はポルトガル王マヌエル1世よりヴィジャヤナガル王国との関係改善を指示されており、ヴィーラ・ナラシンハ・ラーヤもカンナヌールに使節を送ったが、ほとんど関心を向けられなかったという。
とはいえ、アルブケルケはゴアを奪いデカンへの進出を計画しており、そのためにはビジャープル王国との対決を臨まなければならず、同国を共通の敵であるヴィジャヤナガル王国は同盟関係を持つにはうってつけであった。アルブケルケは同盟の締結に力を入れたが、ヴィーラ・ナラシンハ・ラーヤの治世はこれといった進展はなかった。
1509年、ヴィーラ・ナラシンハ・ラーヤは死に際し、弟のクリシュナ・デーヴァ・ラーヤを盲目にするよう命じ、自身の8歳の息子を王位につけるよう命じた。だが、クリシュナ・デーヴァ・ラーヤの方が有能であったため、宰相サールヴァ・ティンマラサによってこの命令は実行されず、王の死後に彼が王位を継承した。